# Julius Bauschinger
Julius Bauschinger, född 28 januari 1860 i Fürth, död 21 januari 1934 i Leipzig, var en tysk astronom. Han var son till Johann Bauschinger.
Bauschinger studerade i München och Berlin, anställdes 1883 vid observatoriet i München, blev 1896 professor i astronomi vid universitetet i Berlin och direktör för Königliche astronomische Rechen-Institut där. År 1909 blev han professor i astronomi i Strassburg och direktör for observatoriet där. År 1918, då sistnämnda stad kom under fransk överhöghet, avgick han och utnämndes 1920 till professor i astronomi vid universitetet i Leipzig och direktör för observatoriet där. 
Av Bauschingers verk kan nämnas Münchener Sternverzeichniss, I–II (1890–1891), Tafeln zur theoretischen Astronomie (1901) och Die Bahnbestimmung der Himmelskörper (1906). Han publicerade även från 1883 talrika efemerider och observationer av planeter och kometer i "Astronomische Nachrichten". Han utgav "Berliner astronomisches Jahrbuch" 1898–1911. Tillsammans med Jean Peters utgav han Logarithmisch-trigonometrische Tafeln mit acht Dezimalstellen (1910–1911, tredje upplagan 1958).
Asteroiden 2306 Bauschinger är uppkallad efter honom.